# Privatbrauerei Hofmann
 (avril 2021).
Si vous disposez d'ouvrages ou d'articles de référence ou si vous connaissez des sites web de qualité traitant du thème abordé ici, merci de compléter l'article en donnant les références utiles à sa vérifiabilité et en les liant à la section « Notes et références ».
La Privatbrauerei Hofmann est une brasserie à Gutenstetten, dans le Land de Bavière.

## Histoire
La brasserie est fondée à Pahres en 1663 et est depuis lors une entreprise familiale. Jusqu'à la première moitié du XXe siècle, elle approvisionne uniquement les clients de Pahres. Lorsque Friedrich Hofmann reprend l'entreprise en 1956, une croissance régulière commence. Georg Hofmann prend la tête de la brasserie en 2000.
Avec d'autres petites brasseries de l'arrondissement de Neustadt an der Aisch-Bad Windsheim, elle fait partie de la route de la bière de l'Aisch.

## Production
La gamme de produits de la brasserie Hofmann comprend 13 types de bière différents, dont certains ne sont disponibles que de manière saisonnière.